# 포항 달전리 주상절리
포항 달전리 주상절리(浦項 達田里 柱狀節理)는 대한민국 경상북도 포항시 남구 연일읍 달전리에 있는 주상절리이며 경북동해안 국가지질공원의 지질유산이다. 대한민국의 천연기념물 제415호로 지정되어 보호받는다.

## 개요
주상절리(柱狀節理)는 암석이 규칙적으로 갈라져 기둥 모양을 이룬 것으로 지각변동·습곡작용·풍화작용·지표침식에 의해 압력의 변화가 생길 때 마그마가 지표 암석의 갈라진 틈을 뚫고 들어오면서 형성된 것이다.
포항 달전리의 주상절리는 옛날 채석장에서 발견되었는데 포항 분지 중에 있는 신생대 제4기에 분출한 현무암에 발달한 것이다. 규모는 높이 20 m, 길이가 약 100 m이다. 이 주상절리는 그 단면이 대체로 6각형을 이루고 있으며 기둥은 약 80°경사에서 거의 수평에 가까운 경사로 휘어져 있는 특이한 양상을 보여주고 있다. 이것은 분출한 용암이 지하로부터 지표로 솟아 오른 후 지표 근처에서 수평 방향으로 흘렀기 때문이다.
포항 달전리 주상절리는 그 발달 상태가 양호하고 절리의 방향이 특이해 지형·지질학적 가치가 높으며 자연학습장으로도 활용가치가 크다.

## 사진
포항 달전리 주상절리 현지 안내판
- 현지안내문
- 현지안내문

## 참고 자료
- 포항 달전리 주상절리 - 국가유산청 국가유산포털
- 남북의 천연기념물 - 포항 달전리 주상절리 보관됨 2007-09-29 - 웨이백 머신